# Danh sách câu lạc bộ bóng đá ở Guinée
Đây là danh sách không đầy đủ các câu lạc bộ bóng đá ở Guinée.
Về danh sách đầy đủ, xem Thể loại:Câu lạc bộ bóng đá Guinée

## A
- AS Ashanti Golden Boys
- AS Batè Nafadji
- AS Kaloum Star
- ASFAG
- Athlético de Coléah

## C
- Club Industriel de Kamsar

## F
- FC Séquence de Dixinn
- Fello Star

## H
- Hafia Football Club
- Horoya AC

## S
- Sankaran FC
- Santoba FC
- Satellite FC

## T
- Tabounsou FC

## U
- Université Club Kankan